# Bagdad
Bagdad (în arabă بغداد) este capitala și cel mai mare oraș din Irak. Se află pe ambele maluri ale râului Tigru în partea central-estică a țării, în provincia cu același nume (44,5° E – 33,5° N). Este un punct de intersecție al căilor de comunicație aeriene, rutiere și feroviare ale țării. Bagdadul, simbolul epocii de aur a civilizației islamice, a fost în Evul Mediu, în timpul dinastiei abbaside cel mai mare centru meșteșugăresc, comercial și cultural al Orientului Mijlociu. A fost ocupat în mod succesiv de selgiucizi (1055), de mongoli (1258) și de otomani (1534). După Primul Război Mondial, a devenit capitala Irakului.

## Istoria Bagdadului

### Întemeierea
În anul 762, califul abbasid al-Mansūr pune piatra de temelie a noii sale capitale, Bagdad, scena poveștilor Șeherezadei din O mie și una de nopți. În acel loc se afla o așezare veche sasanidă cu același nume. După ce s-a gândit și la alte posibile amplasări, al-Mansūr a ales-o pe aceasta din rațiuni strategice și economice: era o câmpie fertilă, la intersecția unor importante drumuri caravaniere. Potrivit cronicilor vremii, pentru construirea orașului, care a durat patru ani, al-Mansūr a folosit 100 000 de arhitecți, meșteri și muncitori aduși din Siria și alte provincii ale imperiului. Madīnat al-Salām („orașul păcii”, ar.: مدينة السلام), cum numește al-Mansūr noul oraș, era situat pe malul vestic al Tigrului, în aceeași vale în care se aflaseră unele dintre cele mai puternice capitale ale lumii antice (Babilon, Ctesiphon, Ninive, Ur). Mult timp Madīnat al-Salām rămâne numele oficial al orașului, utilizat în documentele oficiale, pe monede etc.
Numit datorită planului său și „Orașul Circular" (المدينة المدورة), Bagdadul avea un diametru de 2 km și era împrejumit de ziduri duble și de un șanț de apărare, iar zona centrală dispunea de un al treilea zid, înalt de aproape 15 metri. Orașul avea patru porți de acces dinspre principalele regiuni ale imperiului: Khorasan, Siria, Basra și Kufa. În numai câțiva ani, orașul devine un important centru comercial și politic și câștigă un prestigiu neegalat în Evul Mediu decât de Constantinopol.

### Secolele VIII-XI („Epoca de aur")

#### Centru cultural
În anul 830, califul al-Ma’mūn  inițiază la Bagdad una dintre cele mai importante instituții culturale din istoria civilizațiilor: celebra „Casă a înțelepciunii” (ar: baytu-l-hikma بيت الحكمة), care îndeplinea mai multe funcții: bibliotecă, instituție de învățământ, oficiu de traduceri. Aici se desfășoară o intensă activitate de traducere a moștenirii științifice și filosofice a antichității. Se traduc lucrări de medicină (Galenus, Hippocrate, Dioscoride), astronomie, matematică, fizică, geografie (Ptolemeu, Euclid, Arhimede), drept. Epoca abbasidă a traducerilor, inaugurată în anul 750, a durat aproape un secol. În această perioadă, arabii au jucat un rol fundamental în transmiterea comorilor vechilor științe ale Occidentului și Orientului.

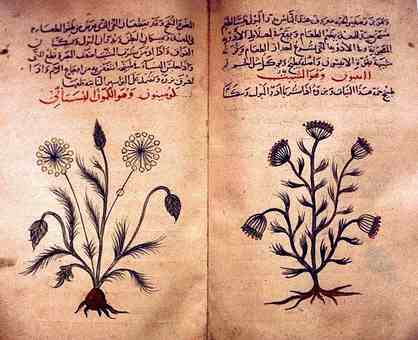
Tratat de fitoterapie

Suveranii abbasizi, Hārūn al-Rašīd (ro: Harun al-Rașid, ar: هارون الرشيد) și succesorul său, al-Ma'mūn, au încurajat aceste traduceri, mai ales în domeniul filosofiei, al medicinii, al astrologiei, al astronomiei. Se va crea o adevărată școală de traducători, care va traduce lucrări esențiale ale moștenirii elenistice. În doar câteva decenii cărturarii arabi au asimilat tot ceea ce realizaseră grecii timp de secole. Această înfloritoare epocă de traduceri de la începutul domniei abbaside a fost urmată de contribuțiile originale ale cărturarilor musulmani. Limba arabă se impune în această periodă ca limbă științifică internațională.
Savanții de la Bagdad (arabi, indieni, iranieni, creștini sau sabeeni) studiază diverse domenii ale științei, inventează instrumente de observație și experimentare, întemeiază spitale. 
La Bagdad ia naștere algebra și o nouă știință a opticii. În această epocă de aur, științele ajung în Europa de la Bagdad, iar araba este adoptată în lume ca limbă a științelor. Tot acum, arabii înregistrează o serie de progrese remarcabile în privința utilizării medicamentelor. Ei sunt cei care au înființat primele farmacii, au întemeiat primele școli de farmacie și au alcătuit prima farmacopee.

#### Centru artistic
În atelierele curții califale sunt inventate noi tehnici (în special în ceramică). Artiștii din alte regiuni sunt atrași de faima și măreția Bagdadului și vin aici în număr foarte mare,  contribuind la dezvoltarea unor stiluri și chiar arte noi. Competiția cu obiectele de artă importate din China stimulează inventarea unor noi paste și glazuri ceramice (printre care glazura metalizată). 

Atelierele textile cunosc o dezvoltare fără precedent, se adoptă tehnici și repertorii decorative noi. Prosperitatea și fastul curții califale determină înființarea unor ateliere speciale (singular: tirāz, ar.: طراز) pentru producerea veșmintelor somptuoase ale demnitarilor și ale familiilor lor. Hainele realizate aici constituiau un simbol politic,  fiindcă pe ele se țesea un semn distinctiv al suveranului. De aceea, administrarea tirāz-urilor era o prerogativă a califului.

#### Centru comercial
Chiar dacă a cunoscut perioade de stagnare din cauza conflictelor interne din Califat, a mutării capitalei la Samarra (între 808–819 și 836–892), a pierderii unor provincii, a dominației politice exercitate de buwayhizi (945–1055) și de selgiucizi (1055–1135), între anii 750 și 1050, la Bagdad trăiesc și creează savanți, artiști și meșteșugari, care fac orașul vestit până în Europa. Bagdadul prosperă datorită exporturilor de produse din mătase, cristal turnat, sticlărie, medicamente, arme, pielărie. 
Punct de navigație avantajos, Bagdadul era accesibil din toate zonele cartografiate la acea vreme. Pe malurile lui acostau sute de ambarcațiuni, de la cele venite din îndepărtata Chină, la cele locale, simple plute sau bărci “gonflabile” din piele de oaie, sosite aici de la Mosul. 

Bazarurile orașului erau animate de cei care cumpărau sau vindeau porțelan, mătase și mosc din China, mirodenii, pietre prețioase și vopsele din India și Arhipelagul Malaezian, rubine, lazulit și țesături din ținuturile central-asiatice, miere, ceară și blănuri din Scandinavia și Rusia, fildeș, praf de aur din estul Africii. 

Provinciile imperiului își trimiteau la rândul lor produsele, cu caravane sau pe mare: orez, grâu și in din Egipt, obiecte din sticlă sau metal și fructe din Siria, brocard, perle și arme din Arabia, mătase, parfumuri și legume din Persia. 

În secolele VIII-XI, Bagdadul se afla la apogeul prosperității comerciale: se situa în centrul multor drumuri comerciale între Orient și Occident. Clădirile impresionante ale orașului și grădinile luxuriante aduseseră Bagdadului faima celui celui mai bogat și mai frumos oraș din lume. Cu peste două milioane de locuitori,  Bagdadul devine în această perioadă unul dintre cele mai mari orașe din epoca premodernă.

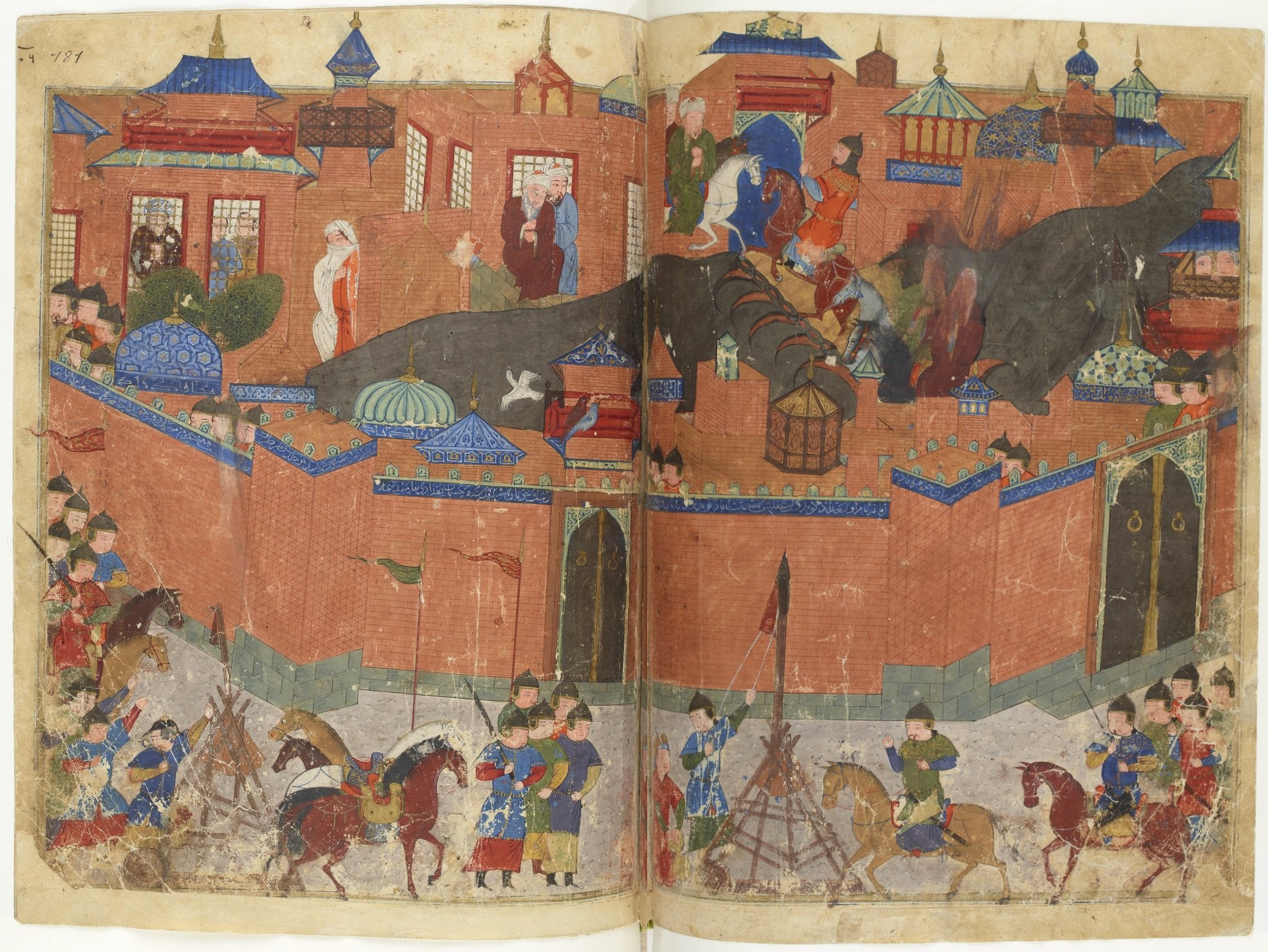
Hulagu asediază Bagdadul (miniatură medievală)

### Secolele XII-XVI
În 1066 vizirul Nidhām al-Mulk întemeiază al-Madrasa al-Nidhamīya (ar.: المدرسة النظامية), instituție de învățământ superior, al cărei model va fi urmat în scurt timp și în alte orașe importante ale Califatului. Aici a ținut prelegeri timp de patru ani (1091-1095) celebrul teolog și filosof  al-Ġazzāli (1058-1111), cunoscut în Europa medievală sub numele de Algazel). Al-Nidhamīya a supraviețuit distrugerilor provocate la Bagdad de invazia lui Hulagu (1258), ca și asediilor ulterioare ale tătarilor. La doi ani după ce Timur Lenk a cucerit Bagdadul, al-Nidhamīya a fuzionat cu o instituție similară, al-Madrasa al-Mustansirīya. 

Al-Madrasa al-Mustansirīya (ar.: المدرسة المستنصرية) a fost întemeiată în 1233 de califul abbasid, al-Mustansir (1226-1242). Potrivit relatărilor lui Ibn Battūta (1304-1368), care a vizitat Bagdadul în 1327, în clădirea al-Mustansirīyei se aflau, pe lângă săli de curs, băi, bucătării, un spital și o bibliotecă. Unul dintre puținele monumente păstrate din perioada abbasidă, al-Mustansirīya a fost renovată în 1961. 

Bagdadul rămâne un important centru cultural și comercial până în 1258, când este cucerit de mongolii conduși de Hulagu. Orașul este distrus și populația masacrată. Invazia mongolă pune capăt Califatului abbasid. În anul 1401, Bagdadul este cucerit de Timur Lenk (Tamerlan).
În 1534 armatele otomane ale sultanului Soliman I l-au trecut prin foc și sabie, iar o sută de ani mai târziu, la porțile sale s-au ivit din nou turcii.

### Secolele XVII-XIX
În perioada dintre invazia lui Timur Lenk și cucerirea definitivă de către otomani 1638, Bagdadul ajunge "capitala somnolentă a unei regiuni nesemnificative".

### Secolele XX-XXI
După lupte crâncene cu trupele turcești și germane în timpul Primului Război Mondial, Irakul a intrat sub tutela Marii Britanii. În anul 1921, Bagdadul a fost proclamat capitala nou-înființatului Regat al Irakului. După abolirea monarhiei în 1958, a fost creată Republica Irak. În 1979, Saddam Hussein a preluat puterea politică.Orașul a suferit două serii de bombardamente între 1991 și aprilie 2003 și este parțial distrus. Deși a suferit în timpul acestora și mari pierderi de populație civilă, a rămas unul dintre cele mai mari orașe din lume în privința populației, având 5.772.000 de locuitori (potrivit estimărilor din 2003). Ca mărime, Bagdadul este al doilea oraș al Lumii Arabe (după Cairo) și al doilea oraș din sud-vestul Asiei (după Teheran).
În paralel cu distrugerile cauzate de atacurile aeriene americane, viața din oraș a fost cuprinsă de haos după căderea regimului lui Saddam Hussein. Forțele armate și polițienești ale lui Saddam s-au destrămat, iar pe străzi și-au făcut apariția patrulele americane.

## Clima
| Date climatice pentru Baghdad                       | Date climatice pentru Baghdad | Date climatice pentru Baghdad | Date climatice pentru Baghdad | Date climatice pentru Baghdad | Date climatice pentru Baghdad | Date climatice pentru Baghdad | Date climatice pentru Baghdad | Date climatice pentru Baghdad | Date climatice pentru Baghdad | Date climatice pentru Baghdad | Date climatice pentru Baghdad | Date climatice pentru Baghdad | Date climatice pentru Baghdad |
| Luna                                                | Ian                           | Feb                           | Mar                           | Apr                           | Mai                           | Iun                           | Iul                           | Aug                           | Sep                           | Oct                           | Nov                           | Dec                           | Anual                         |
| --------------------------------------------------- | ----------------------------- | ----------------------------- | ----------------------------- | ----------------------------- | ----------------------------- | ----------------------------- | ----------------------------- | ----------------------------- | ----------------------------- | ----------------------------- | ----------------------------- | ----------------------------- | ----------------------------- |
| Maxima medie °C (°F)                                | 15.5 (59,9)                   | 18.5 (65,3)                   | 23.6 (74,5)                   | 29.9 (85,8)                   | 36.5 (97,7)                   | 41.3 (106,3)                  | 44.0 (111,2)                  | 43.5 (110,3)                  | 40.2 (104,4)                  | 33.4 (92,1)                   | 23.7 (74,7)                   | 17.2 (63)                     | 30,6 (87,1)                   |
| Minima medie °C (°F)                                | 3.8 (38,8)                    | 5.5 (41,9)                    | 9.6 (49,3)                    | 15.2 (59,4)                   | 20.1 (68,2)                   | 23.3 (73,9)                   | 25.5 (77,9)                   | 24.5 (76,1)                   | 20.7 (69,3)                   | 15.9 (60,6)                   | 9.2 (48,6)                    | 5.1 (41,2)                    | 14,9 (58,8)                   |
| Minima istorică °C (°F)                             | −11 (12,2)                    | −10 (14)                      | −5.5 (22,1)                   | −0.6 (30,9)                   | 8.3 (46,9)                    | 14.6 (58,3)                   | 22.4 (72,3)                   | 20.6 (69,1)                   | 15.3 (59,5)                   | 6.2 (43,2)                    | −1.5 (29,3)                   | −8.7 (16,3)                   | −11 (12,2)                    |
| Ploaie mm (inches)                                  | 27.2 (1.071)                  | 19.1 (0.752)                  | 22.0 (0.866)                  | 15.6 (0.614)                  | 3.2 (0.126)                   | 0 (0)                         | 0 (0)                         | 0 (0)                         | 0 (0)                         | 3.3 (0.13)                    | 12.4 (0.488)                  | 20.0 (0.787)                  | 122,8 (4,835)                 |
| Umiditate [%]                                       | 71                            | 61                            | 53                            | 43                            | 30                            | 21                            | 22                            | 22                            | 26                            | 34                            | 54                            | 71                            | 42,3                          |
| Nr. mediu de zile ploioase (≥ 0.001 mm)             | 8                             | 7                             | 8                             | 6                             | 4                             | 0                             | 0                             | 0                             | 0                             | 4                             | 6                             | 7                             | 50                            |
| Ore însorite                                        | 192.2                         | 203.3                         | 244.9                         | 255.0                         | 300.7                         | 348.0                         | 347.2                         | 353.4                         | 315.0                         | 272.8                         | 213.0                         | 195.3                         | 3.240,8                       |
| Sursa nr. 1: World Meteorological Organization (UN) |                               |                               |                               |                               |                               |                               |                               |                               |                               |                               |                               |                               |                               |
| Sursa nr. 2: Climate & Temperature                  |                               |                               |                               |                               |                               |                               |                               |                               |                               |                               |                               |                               |                               |

## Personalități din istoria Bagdadului
- Abū Hanīfa - juristconsult și teolog (m. 767)
- Harūn al-Rašīd (al cincilea calif abbasid, a domnit în perioada 786-809)
- Abū Nuwās, poet (m. 810)
- Al-Khawārizmi, matematician și astronom  (m. 850)
- Al-Kindi, filosof  (m. 873)
- Dawūd al-Isfahāni, juristconsult și teolog, fondatorul școlii juridice numite zahirism  (m. 884)
- Ibn Kutayba, literat (m. 889)
- Al-Buhturi, poet (m. 897)
- Mansur Al-Hallaj, poet mistic (m. 922)
- Abul Faraj al-Isfahani, savant și literat (897-967)
- Ahmad ibn Fadlan, scriitor și călător (sec. X)
- Al-Ghazali, filosof și teolog (1058-1111)

## Monumente
- Muzeul Național al Irakului - înființat în anul 1926, muzeul deține o mare colecție de artefacte aparținând unor civilizații precum cea sumeriană, babiloniană și asiriană;
- Palatul abbasid (secolul XII);
- Al-Madrasa al-Mustansirīya (ar.: المدرسة المستنصرية) – Cea mai importantă instituție de învățământ din perioada abbasidă. A fost întemeiată de califul al-Mustansir în anul 1233. Aici se predau cursuri de matematică, astronomie, farmacologie și medicină;
- Moscheea Al-Kadhimiya - sanctuar deosebit de important pentru musulmanii șiiți, locul unde se află mormintele lui Musa Al-Kadhim (745-799) și al lui Muhammad at-Taqi (811-835), considerați de șiiți ca fiind al șaptelea, respectiv al nouălea imam de la succesiunea începută de Ali.
- Moscheea lui Abu Hanifa - locul unde se află îngropat Abu Hanifa (699-767), fondatorul școlii juridice Hanefite;
- Moscheea Marjan (ar.: مسجد مرجان Masğid Marğān) - construită în 1356 și parțial demolată în 1946;
- Hanul Marjan (ar.: خان مرجان Hān Marğān), construit în 1359 și refăcut în secolul XX;
- Monumentul libertății - realizat în 1958 de artistul irakian Jawād Salīm (1921-1961);
- Mâinile Victoriei - monument inaugurat în anul 1989 cu scopul de a celebra așa-zisa victorie a lui Saddam Hussein asupra Iranului;
- Murğāna al-Kahramāna (ar.: مرجانة الكهرمانة) - monument realizat de artistul irakian contemporan Muhammad Ghāni (n. 1929). Statuia o reprezintă pe Murğāna al-Kahramāna, personaj din povestea „Ali Baba și cei 40 de hoți”, turnând ulei fierbinte peste hoții ascunși în urcioare;
- Monumentul soldatului necunoscut (ar.: نصب الجندي المجهول) - realizat în 1982 de artistul irakian Khāled ar-Rahhāl (1926-1987) în memoria victimelor războiului dintre Iran și Irak (1980-1988);

## Diviziuni administrative

### La est de râulTigru(Rusafa)
- Rusafa (الرصافة)
- Adhamiyah (الأعظمية)
- Sadr City (مدينة الصدر)
- New Baghdad (بغداد الجديدة)
- Karadah (الكرادة)

### La vest de râulTigru(Karkh)
- Karkh (الكرخ)
- Kadhimiya (الكاظمية)
- Al-Mansour (المنصور)
- Al-Rasheediya (الراشيدية)

## Cartiere
În cadrul celor nouă diviziuni administrative oficiale există o serie de cartiere renumite, printre care:
- Al-A'amiriya (العامرية)
- Dora (الدورة)
- Karrada (الكرادة)
- Al-Sayidiya (السيدة)
- Bab Al-Sharqi (باب الشرقي)
- Jamia (حي الجامغة)
- Zona verde

## Străzi
Printre cele mai renumite străzi se numără:
- Haifa (شارع حيفا)
- Al-Mutanabbi (شارع المتنبي)
- Al-Rasheed (شارع الرشيد)
- Saadoun (شارع السعدون)
- Abu Nuwas (شارع  أبو نؤاس)

## Orașe înfrățite
| - Amman, Iordania - Beirut, Liban - Cairo, Egipt - Denver, Colorado, Statele Unite ale Americii - Sana'a, Yemen |